# Bernate (Casnate con Bernate)
Bernate (Bernaa in dialetto brianzolo, AFI: [berˈnɑː]) è l'unica frazione  di Casnate con Bernate in provincia di Como: la sua denominazione contribuisce al nome del comune.

## Storia
Il toponimo è celtico: Barinā indica un luogo con "suolo roccioso".
La località era un piccolo villaggio agricolo di antica origine della Pieve di Fino, da sempre legato a Casnate con cui condivideva un'unica parrocchia.
Bernate fu annessa alla città di Como su ordine di Napoleone, ma gli austriaci annullarono la decisione al loro ritorno nel 1815 con il Regno Lombardo-Veneto.
Dopo l'unità d'Italia, il paese crebbe di poco da meno a più di quattrocento abitanti, venendo chiamato prima Bernate di Como e poi Bernate Rosales. Fu il fascismo a decidere la soppressione del comune unendolo a Casnate.

## Monumenti e luoghi d'interesse
- Chiesa di San Bernardo